# Raymond (Iowa)
Raymond – miasto w Stanach Zjednoczonych, w stanie Iowa, w hrabstwie Black Hawk. W 2000 roku liczyło 537 mieszkańców.